# Модульна система верстки

Приклад розташування модулів на сторінці

Модульна система верстки — система верстки, при якій основою композиції шпальт і розворотів стає модульна сітка з певним кроком (модулем), однаковим або різним по горизонталі та вертикалі.
Модульна система спрощує і прискорює художнє конструювання і створює сприятливі умови для автоматизації верстки при використанні комп'ютерних настільно-видавничих систем.

## Модульна сітка
На основі вибраного модуля будується модульна сітка, за форматом рівна смузі майбутньої книги. Модульна сітка визначає в цілому зовнішній вигляд майбутнього макета і строго задає місця розміщення на сторінці, сторінках або у всіх однорідних документах всіх передбачуваних елементів, тексту, ілюстрацій, заголовків статей та інших графічних та інформаційних об'єктів. Сітка являє собою систему недрукованих вертикальних, горизонтальних і діагональних ліній, що розділяють сторінку.
Сітка розробляється дизайнером конкретно для кожного проєкту: календаря, фірмового бланка, візитки, листівки, конверта, журналу, книги тощо.
Модульна сітка ділить книжкову шпальту на клітинки однакової величини. Розмір клітинки по ширині та висоті, інакше кажучи — основний крок сітки, дорівнює модулю (модульній одиниці). Клітинки модульної сітки відокремлені одна від іншої невеликими проміжками, або пробільними кроками, які відповідають прийнятим для даного видання проміжкам між текстом і ілюстраціями (або між розташованими поруч ілюстраціями).
При такій побудові модульної сітки вгорі книжкової шпальти може залишитися додаткова смужка, яку оформлювачі зазвичай призначають для колонцифр і колонтитулів.
Оскільки видання сприймається оптично, саме художник-редактор вирішує, коли необхідно суворо дотримуватися модульного поділу (модульної сітки), а коли можна при необхідності відступати від неодмінно точної та жорсткої геометричності, тобто вдаватися до «оптичних поправок» на людське сприйняття, до яких постійно вдавалися архітектори. Такі «поправки» допомагали їм зберегти пластичність і повнокровність архітектурного образу, побудованого на точних «математичних» засадах.
Тому модульну систему верстки слід розглядати не як самоціль, а лише як метод, за допомогою якого можна структурно упорядкувати компонування всього матеріалу книги, надати сумірності всім його елементам. Саме при такому розумінні модульна система верстки призводить до гарних результатів.

## Застосування

### У книзі
Модульна сітка — це основа, за якою можна створити й типову схему верстки, і її різні варіанти, що відповідають особливостям розміщуваного на тій чи іншій смузі матеріалу. Модульна система верстки може застосовуватися не тільки при верстці ілюстрацій, але й набагато ширше, наприклад, для заголовків і інших елементів тексту, для компонування титульного аркуша та обкладинки, для встановлення розмірів полів, навіть для побудови шрифту.
Переносячи модульну систему в конструювання книги, виходять з того, що розміщуваний на її сторінках матеріал графічно неоднорідний. Насамперед графічно різні — і в силу цього неоднаково виглядають і сприймаються — текст та ілюстрації. Тому для кожного з цих елементів має бути відведено своє місце на книжковій смузі. На різних шпальтах співвідношення тексту та ілюстрацій неоднакове, але на будь-якій смузі місце, що відводиться ілюстраціям і тексту, має відповідати тому чи іншому числу вибраних одиниць вимірювання — модулів.

### У вебдизайні
Вебдизайнери відносно недавно почали застосовувати модульні сітки в проєктуванні інтерфейсів вебсайтів. Цей метод значно спрощує як проєктування інтерфейсу, так і подальшу верстку макета.
На відміну від друкарні, модулі у вебдизайні можуть мати непостійну ширину і розтягуватися залежно від ширини вікна браузера (роздільності екрана монітора).

### В архітектурі
Термін «модуль» прийшов в оформлення книги з архітектури. Багато видатних художників книги, наприклад Е. Лисицький, В. Фаворський, Я. Чихольд, неодноразово проводили аналогію між конструкцією книги та будівлі. В архітектурі «модулем» (від лат. modulus — маленька міра) називають одиницю вимірювання, яка служить для додання пропорційності всій споруді або її частин. Так, в класичній архітектурі в якості модуля часто приймався радіус колони біля її основи. Розміри різних елементів будівлі — наприклад висота колони, ширина і висота вікна або порталу — встановлювалися пропорційно цій одиниці.